# Microcriodes
Microcriodes – rodzaj chrząszczy z rodziny kózkowatych i podrodziny zgrzypikowych.

## Zasięg występowania
Przedstawiciele tego rodzaju występują w płd. Chinach oraz w płn.-wsch. Indiach.

## Systematyka
Do Microcriodes zaliczane są 3 gatunki:
- Microcriodes cheni
- Microcriodes sikkimensis
- Microcriodes wuchaoi